# Carl August von Alten
Carl August von Alten, más conocido como Charles Alten o barón Alten (Burgwedel, electorado de Brunswick-Lunebourg, 21 de octubre de 1764-Bozen, condado de Tirol, 20 de abril de 1840) fue un oficial de origen prusiano que sirvió en el ejército británico durante las Guerras napoleónicas. Terminó su carrera como ministro de la Guerra del reino de Hannover.